# Форьо
Форьо (на шведски: Fårö, букв. „Далечен остров“) е малък остров в Балтийско море, в близост до северния край на Готланд, Швеция.
Общата му площ е 113 km2. Има морски фар, строен през 1847 г. и висок 30 метра. Мястото е популярно с красивите си каменисти брегове, специфичната си природа и уединените къщи, в които през лятото често се настаняват шведски знаменитости и политици.
До смъртта си през 2007 г. на острова живее прочутият режисьор Ингмар Бергман. Неговият филм „Персона“ е заснет на Форьо, също както „Жертвоприношение“ на Тарковски и други.